# Smrt
Smrt je kraj života, neizbježan i nepovratan prestanak svih bioloških funkcija koje održavaju živi organizam i prestanak postojanja jedinke. U prenesenom značenju smrt znači i propast ili uništenje čega neživog.
 

Pojam smrti odnosi se na cijele organizme, dok se odumiranje pojedinačnih dijelova organizma, kao što su stanice ili tkiva, naziva nekroza. Virusi nisu organizmi niti su živi, oni mogu biti uništeni, ali ne umiru. Neki organizmi, kao što je Turritopsis dohrnii, biološki su besmrtni jer stvaraju klonove, no jedinke mogu umrijeti zbog razloga koji nisu starenje. Ostatci umrlog organizma obično se počnu raspadati vrlo brzo nakon smrti.
Kod ljudi smrt dolazi s prestankom rada vitalnih organa, srca i mozga, ali je ona trajniji proces i ne događa se u trenutku. Zbog toga je medicinska definicija ljudske smrti postala to neodređenija što je bio veći napredak znanosti i tehnologije. Postoje različite medicinske definicije smrti: klinička smrt znači bespovratan prekid krvnog optoka i disanja, za koje su vrijeme stanice u tkivima i organima metabolički aktivne sve dok ne iscrpe zalihe kisika; moždana smrt nastaje kada odumru ganglijske stanice u moždanoj kori i stanice u bazalnim ganglijima mozga, koje su od svih najosjetljivije na nedostatak kisika, što se događa 4 – 5 minuta po prestanku rada srca; biološka smrt nastupa u satima nakon moždane kada odumru i posljednje stanice organizma, od kojih najdulje prežive trepetljikave epitelne stanice dišnih putova i spermiji. S biološkom smrti na tijelu se pojavljuju promjene koje se zovu znakovi smrti. Prirodna, nenasilna smrt posljedica je patoloških stanja (bolesti), a nasilna smrt dolazi od ozljeda, gušenja i trovanja.
U svijetu u prosjeku godišnje umire 56 milijuna ljudi. Najčešći razlog povezan je s procesima općeg starenja, a slijede bolesti srca i krvnih žila. Godine 2022. procjenjeno je da je od postanka ljudske vrste ukupno umrlo 110 milijardā ljudi, ili otprilike 94 % ljudi koji su ikada živjeli.
Religijske tradicije i filozofske rasprave već tisućljećima na različite načine tumače kraj života. Većina religija tumači da poslije smrti dolazi neka vrsta zagrobnog života, koji može sadržavati ideju ocjene dobrih i loših djela za života. Neke religije govore prijelazu u raj ili pakao, dok druge o reinkarnaciji – ponovnom rađanju duše ili duha u drugom tijelu. Postoje i različiti običaji štovanja tijela, poput sprovoda, kremacije ili ukopa na vrhu planine. Stari narodi vjerovali su da smrću odlaze u vječna lovišta i zato su svoje mrtve pokapali s oruđem, nakitom i oružjem, potrebnim za taj vječni lov.[nedostaje izvor]
Jedna od teorija o budućnosti svemira smatra da će sve što postoji završiti u stanju toplinske smrti.

## Umiranje
Mnoge smrtonosne bolesti dijele slične simptome. To mogu biti bol, nedostatak zraka, probavne tegobe, inkontinencija, pucanje kože i umor, a s vremenom se mogu pojaviti depresija i anksioznost, zbunjenost, nesvjestica i razni oblici invalidnosti.
Priprema za smrt složen je proces koji uključuje suočavanje s vlastitom smrtnošću, rješavanje neriješenih pitanja s voljenima i traženje smisla u životu i smrti. Važne su duhovna i emocionalna podrška, a razgovori s obitelji, prijateljima i duhovnicima mogu pomoći u suočavanju s egzistencijalnim pitanjima. Tugovanje je normalan dio procesa umiranja i često uključuje niz emocija, od poricanja i ljutnje do prihvaćanja. Kroz ovaj proces mnogi ljudi pronalaze dublji smisao života, jače veze s voljenima i osjećaj spokoja.
Kraj života često je popraćen predvidivim fizičkim promjenama: smanjenjem svijesti, hladnim udovima, nepravilnim disanjem i zbunjenosti. Sekret ili opuštanje mišića ždrijela može dovesti do glasnog disanja koje se naziva smrtnim hropcem. On je više neugodan za obitelj nego za umirućeg, a često znači da će smrt nastupiti u nekoliko sati ili dana.

### Znakovi smrti
Znakovi smrti ili snažne indikacije da osoba više nije živa jesu:
- prestanak disanja
- prestanak rada srca
- moždana smrt
- pallor mortis (bljedilo kože koje započinje 15 – 120 minuta nakon smrti)
- algor mortis (konstantni pad tjelesne temperature, općenito na temperaturu okoline)
- rigor mortis (udovi postaju ukočeni, teško ih je pokretati)
- livor mortis (taloženje krvi u niže položene dijelove tijela)
- putrefakcija (truljenje)
- dekompozicija (razgradnja ostataka na jednostavnije forme materije, praćeno snažnim, neugodnim zadahom)
- skeletizacija (kraj razgradnje, kada su se sva meka tkiva razgradila i ostao je samo kostur)
- fosilizacija (prirodno očuvanje skeletnih ostataka kroz dulje vrijeme)

## Filozofska razmišljanja
Grčki filozof Epikur (341. – 270. pr. Kr.) tvrdio je da prema smrti trebamo biti ravnodušni: dok smo živi smrti nema, kada umremo nema nas. Martin Heidegger, njemački filozof egzistencijalizma, tvrdio je da je čovjek svjestan sebe jer je svjestan svoje smrtnosti, odnosno mi smo svjesni sebe jer osjećamo tjeskobu u odnosu spram smrti.[nedostaje izvor]

### Abrahamske vjere
Stari Židovi nisu vjerovali u postojanje duše odvojene od tijela, već u život od prvog udaha do posljednjeg izdaha, nakon čega čovjek postaje pepeo i prah. To smrt čini žalosnom, a sve čemu se treba nadati je ugodan i dug ovozemaljski život. Oko 200 godina prije Krista židovski mislioci razmišljaju o pravdi koja dolazi nakon smrti čovjeka jer im je valjalo znati zašto ih svemogući dobri Bog provlači kroz iskušenja i tragedije. Odredili su da postoje mračne sile, koje će trajati do skorog dolaska Boga i uništenja svega što mu se protivi te stvaranja Kraljevstva Božjeg za one koji ga slijede – žive i oživljene mrtve. I oni koji su živjeli protivno Bogu bit će oživljeni, ali samo kako bi sagledali svoje grijehe i odmah bili trajno izbrisani iz postojanja. Učenje o skorom kraju proklamirao je i Isus. Umjesto strogog prianjanja židovskim zakonima za vječno spasenje on naglasak stavlja na bezuvjetnu ljubav prema Bogu i uporan rad za dobrobit drugih, to jest svih ljudi u potrebi: siromašnih, napuštenih, čak i mrskih neprijatelja. Isus je vjerovao u vječni život na Zemlji, a ne u raj za duše te pakao kao mjesto vječne patnje. Nedostojni vječna života završili bi izvan zidova Jeruzalema, izbrisani i zaboravljeni.
Suvremeno katoličko poimanje života nakon smrti uči da se dušama, koje preživljavaju smrt, sudi nakon što tijelo umre, a oni koji su pravedni i bez grijeha odlaze u raj. S druge strane, oni koji umiru u smrtnom grijehu za koji se nisu pokajali odlaze u pakao. To je učenje spoj starožidovskoga biblijskog poimanja, koje je Isus naukovao, s grčkom filozofijom. Takva je zamisao zagrobnoga života iskrsnula među kršćanima grčke kulture tek nekoliko desetljeća nakon Krista, a zatim se naknadno pripisivala Isusu.

## Vanjske poveznice
|  | Zajednički poslužitelj ima još gradiva o temi Smrt |